# United States Medical Licensing Examination
United States Medical Licensing Examination или USMLE — профессиональный трехэтапный медицинский экзамен под эгидой Federation of State Medical Boards и National Board of Medical Examiners. Врачи обязаны пройти этот экзамен, прежде чем им будет разрешено заниматься медицинской практикой в Соединенных Штатах Америки. Считается самым сложным медицинским экзаменом, требующим глубоких знаний как фундаментальной, так и клинической медицины. 
USMLE оценивает способности соискателя применять знания, концепции и основы, а также определяет фундаментальные, ориентированные на пациентах навыки, составляющие основу безопасности и эффективного ухода за пациентом. Экзаменационная экспертиза, состоящая из медицинских педагогов и врачей со всех регионов Соединённых Штатов подготавливает экзаменационный материал каждый год.
Студенты и аспиранты, обучавшиеся по программам США или Канады, аккредитованные либо Liaison Committee on Medical Education (LCME),
либо Комитетом по Аккредитации Канадских медицинских школ (Committee on Accreditation of Canadian Medical Schools), ведущие к степени доктора медицины (M.D.), либо же American Osteopathic Association, в свою очередь приводящая к степени доктора остеопатическиой медицины, регистрируют для сдачи Step 1 и Step 2 в присутствии NBME. Студентов и аспирантов медицинских школ, не принадлежащих США, регистрирует для сдачи Step1 и Step 2 Комиссия по иностранным врачам-аспирантам (ECFMG). Выпускники американских, канадских и зарубежных медицинских школ регистрируются для Step 3 при FSMB или в присутствии медицинского лицензирующего органа в Соединённых Штатах.